# Autoserica delagoana
Autoserica delagoana är en skalbaggsart som beskrevs av Brenske 1901. Autoserica delagoana ingår i släktet Autoserica och familjen Melolonthidae. Inga underarter finns listade.